# Айтуар (Росія)
Айтуа́р (рос. Айтуар) — аул у складі Кувандицького міського округу Оренбурзької області, Росія.

## Населення
Населення — 47 осіб (2010; 109 у 2002).
Національний склад (станом на 2002 рік):
- казахи — 63 %